# Episodi di Élite (prima stagione)
La prima stagione della serie televisiva Élite, composta da 8 episodi, è stata interamente pubblicata dal servizio on demand Netflix il 5 ottobre 2018.

| n° | Titolo originale     | Titolo italiano     | Pubblicazione  |
| -- | -------------------- | ------------------- | -------------- |
| 1  | Bienvenida           | Benvenuti           | 5 ottobre 2018 |
| 2  | Deseo                | Desiderio           | 5 ottobre 2018 |
| 3  | Sábado noche         | Sabato notte        | 5 ottobre 2018 |
| 4  | El amor es una droga | L'amore è una droga | 5 ottobre 2018 |
| 5  | Todos mienten        | Tutti mentono       | 5 ottobre 2018 |
| 6  | Todo va a estar bien | Andrà tutto bene    | 5 ottobre 2018 |
| 7  | Todo explota         | Tutto esplode       | 5 ottobre 2018 |
| 8  | Asilah               | Assilah             | 5 ottobre 2018 |

## Benvenuti
- Titolo originale: Bienvenida
- Diretto da: Ramón Salazar
- Scritto da: Darío Madrona & Carlos Montero

### Trama
Il giovane Samuel viene ritrovato dalla polizia sporco di sangue e in stato confusionale.
Passato. Samuel, Nadia e Christian sono i tre studenti del San Esteban (divenuto inagibile in seguito al crollo del soffitto) ad aver vinto le borse di studio per l'ammissione a Las Encinas, una scuola esclusiva frequentata dalla futura classe dirigente spagnola. I tre ragazzi sono inevitabilmente costretti a fare da subito i conti con l'ostilità degli studenti di Las Encinas, rampolli dell'alta società che li percepiscono come intrusi di bassa estrazione sociale venuti a contaminare il loro opulento habitat. Samuel proviene da una famiglia disagiata, con il fratello maggiore Fernando (detto Nano) appena uscito di prigione, e la madre che sbarca il lunario facendo la chiromante. Nadia è una ragazza di origine islamica, desiderosa di sfruttare l'opportunità di Las Encinas per avere un'ottima istruzione e primeggiare pur non appartenendo all'establishment. Infine, Christian è un tipo spavaldo che è unicamente interessato a frequentare il mondo dei ricchi.
Samuel fa amicizia con Marina Osuna, l'unica ragazza di Las Encinas che non si comporta da snob viziata. Questo gli attira l'antipatia di suo fratello Guzmán, anche lui studente a Las Encinas, che lo invita a starle lontano. Guzmán e Marina sono caratterialmente agli antipodi, con la ragazza che non nasconde di disprezzare la ricchezza in cui vive. La preside costringe Nadia, in nome della laicità, a non indossare il velo in classe. I genitori di Marina le hanno organizzato una festa per l'ingresso in società. Suo padre le dice di invitare uno dei nuovi arrivati, così da mostrarsi benevoli verso persone che non appartengono al loro strato sociale. Christian è vittima di uno scherzo del gruppetto capeggiato da Guzmán, non trovando i vestiti dopo essere uscito dalla doccia. Ander, uno degli amici di Guzmán, lo aiuta a nascondere uno spinello che gli era caduto dalla tasca dell'uniforme prima che l'istruttore di nuoto entrasse nello spogliatoio. Christian ringrazia Ander per averlo coperto, apprendendo che è figlio della preside (quindi non di famiglia ricca) e che è molto più sensibile rispetto all'arroganza degli altri ragazzi. Per sdebitarsi, Christian presenta Ander a Omar, fratello di Nadia nonché suo pusher di fiducia. Nadia sorprende Guzmán e la sua fidanzata Lucrecia (detta Lu) ad amoreggiare nelle docce. Samuel e il fratello Nano, spinto da quest’ultimo a chiudere la serata con un diversivo, imbrattano il muro di una casa di ricchi e vengono messi in fuga dall'arrivo di una volante della polizia, ignorando che si tratta dell'abitazione degli Osuna e di essere stati ripresi dalla telecamera di sorveglianza.
Marina invita Samuel alla festa per il suo debutto in società. La ragazza vuole che partecipi anche Nadia, dicendole che può indossare il velo se la fa sentire a suo agio. Ander chiede a Christian di andare insieme alla festa. Nadia viene redarguita da Lu per essersi presentata con il velo, accusandola di non volersi integrare nel loro mondo. Ander, sempre più a disagio in un ambiente che percepisce come ostile e già alticcio, vomita sul vestito di Lu. Carla, la migliore amica di Lu, è fidanzata con Polo, uno dei compari di Guzmán. Siccome il loro fidanzamento è agli sgoccioli, i due decidono di iniziare una relazione a tre con Christian. Carla seduce Christian, osservati di nascosto da Polo. Il signor Osuna avverte Samuel di aver scoperto che lui e suo fratello hanno imbrattato il muro. Nano si presenta alla festa, sfiorando la rissa con Guzmán che gongola all'idea di far perdere la borsa di studio a Samuel. Nadia ricatta a sua volta Guzmán, minacciandolo di rivelare alla preside quello che lui e Lu stavano facendo nelle docce. Terminata la festa, gli Osuna vogliono che Marina non frequenti più Samuel, reputandolo una cattiva persona. Marina però, che rivela di essere sieropositiva, non vuole più ascoltarli. Ander lascia la festa per incontrare un ragazzo appena conosciuto su una chat di incontri gay e scopre che si tratta del pusher Omar il quale, resosi conto, si da alla fuga. Il mattino seguente Marina si reca a casa di Samuel, trovandoci Nano. Marina fa sapere a Nano che Samuel, ignaro degli sviluppi successivi alla lite con Guzmán, può tornare a scuola perché suo fratello non dirà nulla sul loro atto vandalico. Samuel, ormai rassegnato a cambiare istituto, può quindi tornare a Las Encinas.
Presente. Samuel, sulla scena del crimine, segue le impronte di sangue che lo conducono al corpo senza vita di Marina.

## Desiderio
- Titolo originale: Deseo
- Diretto da: Dani de la Orden
- Scritto da: Carlos Montero

### Trama
Alla domanda sulla possibile causa della tragedia che si è consumata, Lu risponde che l'arrivo a Las Encinas dei ragazzi "poveri" ha alterato il loro ambiente naturale.
Passato. Il professor Martín assegna alla classe un compito da svolgere a coppie, stilando il profilo dettagliato del proprio compagno di lavoro. Samuel fa coppia con Marina, mentre Guzmán propone a Nadia di lavorare insieme. Inizialmente l'obiettivo di Guzmán è metterle i bastoni tra le ruote, ma trascorrendoci del tempo insieme si accorge di provare qualcosa per una ragazza così fuggente e riservata. Il padre di Nadia però disapprova Guzmán, giudicandolo un bamboccio arrogante, e pretende che la figlia lavori con il più rassicurante Samuel. Nonostante Omar abbia riconosciuto che tra loro ci sia qualcosa, Ander fatica a lasciarsi andare a un amore che in molti giudicano sbagliato. Guzmán ha scoperto la loro storia, però vuole che sia Ander a confidarsi con lui quando si sentirà pronto a fare coming out. Samuel nota degli strani movimenti a La Cabaña, il ristorante dove lavora come cameriere e in cui ha appena fatto assumere Nano in cucina. Il suo timore è che il fratello stia incontrando persone poco raccomandabili, rischiando di riprecipitare nel vecchio giro che lo ha portato in carcere. Christian è sempre più preso da Carla, ignorando che Polo sta spingendo per iniziare un ménage à trois.
Lavorando con Marina, Samuel scopre che ha fotografato alcuni giornali contenenti articoli su suo padre. La ragazza confessa di pensare che il genitore, celebre costruttore edile, fosse consapevole di aver utilizzato materiali scadenti per il tetto di San Esteban, la vecchia scuola di Samuel. Marina gli chiede di mantenere il segreto. Guzmán discute con Christian per la relazione che ha iniziato con Carla, la fidanzata di Polo. Guzmán resta interdetto nell'osservare l'aplomb con cui Polo affronta la questione, così l'amico gli rivela della volontà di intraprendere la relazione a tre. Guzmán lo mette in guardia dal rischio che Carla si possa innamorare di Christian. Guzmán inizia a preoccuparsi anche per Ander, avvertendo i genitori dell'amico sul suo consumo di droga. Il padre di Ander pretende che il figlio, un tennista molto promettente, smetta prima che la droga sia rivelata da un test antidoping. Samuel trova casa devastata dai brutti ceffi che infastidivano Nano a La Cabaña. Il fratello ha bisogno di soldi per metterli a tacere e gli suggerisce di trafugare i documenti del padre di Marina sulle irregolarità dei lavori al tetto del San Esteban, affinché li possa usare come arma di ricatto per avere il denaro.
Samuel e Nadia si ritrovano insieme a casa Osuna, impegnati rispettivamente con Marina e Guzmán nella ricerca. Samuel chiede di andare in bagno, ma si dirige alla ricerca dei documenti. Nel frattempo, il padre di Nadia telefona alla figlia per avere la garanzia che stia studiando con Samuel. Nadia si precipita a cercarlo, costringendolo ad abbandonare i suoi propositi di trovare i documenti. Christian passa a casa di Carla. Mentre sono intenti nei preliminari, sopraggiunge Polo che dice di essere pronto a iniziare il menage à trois. Schifato per la proposta perversa, Christian se ne va indignato. Nadia è rimproverata dal padre, accortosi che le ha mentito su Guzmán, ricordandole che ha fatto dei sacrifici per permettere a lei e Omar di studiare. Il professor Martín si dice soddisfatto del lavoro fatto dai ragazzi sui profili.
Presente. La detective comunica a Guzmán i risultati dell'autopsia, secondo i quali sua sorella era incinta.

## Sabato notte
- Titolo originale: Sábado noche
- Diretto da: Ramón Salazar
- Scritto da: Darío Madrona

### Trama
L'avvocato di Samuel è pessimista sulla posizione del ragazzo, essendo stato visto litigare con Marina prima del ritrovamento del cadavere. Samuel però afferma che qualcun altro era in sua compagnia.
Passato. Nano e Omar convincono Samuel ad organizzare una festa, approfittando dell'assenza della madre. Guzmán si scusa con Ander, spiegandogli di aver fatto la spia con i suoi genitori perché non vuole che ripeta l'esperienza di Marina. Inoltre, Guzmán gli rivela che non è figlio naturale degli Osuna e che anche i suoi veri genitori erano dei tossici. Alla festa Samuel inizia a bere molto, sperando di trovare il coraggio per rivelare i propri sentimenti a Marina, ma finisce per vomitarle addosso. Ander e Omar si appartano in una stanza, dove il pusher gli fa provare una pasticca. Non invitato alla festa e preoccupato per Ander, Guzmán chiede a Nadia di accompagnarlo a casa di Samuel. Qui osserva Ander chiedere un'altra pasticca a Omar e inveisce contro il pusher, accusandolo assieme a Christian di trascinare l'amico sulla cattiva strada. Nano corteggia Marina, con l'obiettivo di farsi accompagnare a casa sua e avere l'occasione di rubare i documenti del padre e finiscono per fare l'amore. Nadia è stanca di essere vincolata ai dettami della sua religione, quindi chiede a Guzmán di portarla a casa sua per farle provare la piscina. La festa è interrotta dall'arrivo della polizia, chiamata da un vicino di Samuel per il troppo rumore. Mentre Marina è addormentata, Nano accede alla cassaforte e resta di stucco nel non trovarci i documenti. Il successivo arrivo di Guzmán e Nadia lo costringe alla fuga, mentre Marina finge di essere stata sola. Nadia, sotto l'effetto di una sostanza assunta bevendo un drink da Samuel, si tuffa in piscina vestita. Guzmán posiziona il cellulare per riprenderla e la raggiunge in acqua, però cambia idea all'ultimo secondo e la lascia al suo bagno. Ander, ancora sotto l'effetto della droga, litiga con un gruppo di teppisti che aveva scambiato per pusher. L'intervento di Omar evita che la situazione precipiti e ritiene che è meglio non si frequentino più.
Il mattino seguente a scuola Samuel confessa a Marina di essere innamorato di lei. La ragazza è costretta a dirgli che è sierpositiva. Ander indossa un tutore al braccio, conseguenza dell'aggressione, e ha detto al padre che si è fatto male da solo nella piscina di Guzmán. Quest'ultimo, salvando l'amico di fronte al genitore, gli promette che d'ora in avanti lo terrà d'occhio. Lu, ingelosita per la sintonia che si sta creando tra il suo fidanzato e Nadia, rivela alla ragazza che l'obiettivo di Guzmán è farle perdere la verginità. Guzmán tenta di spiegarsi, sottolineando di tenere a lei al punto di aver interrotto la ripresa con il cellulare, ma Nadia gli tira uno schiaffo. Christian è convinto da Nano a iniziare il menage à trois con Carla e Polo, convinto che la ragazza presto lo preferirà al suo ricco partner. Christian si reca nella casa che Carla ha ricevuto in dono dalla sua famiglia per la futura vita matrimoniale con Polo, il che spiega come mai i due giovani siano alla ricerca di un diversivo in un percorso già tracciato. Dopo aver cenato insieme, Christian inizia il menage à trois con Carla e Polo. Nano trova Samuel in lacrime per aver saputo che Marina è malata. Nano si arrabbia con la ragazza, poiché con la sua mossa Samuel sarà ancora più determinato a volerla, mentre invece lui sarebbe un amante migliore.
Presente. Nano riferisce alla detective che Marina portava in grembo loro figlio. Alla domanda su chi possa aver compiuto l'omicidio, Nano addossa la responsabilità a Samuel.

## L'amore è una droga
- Titolo originale: El amor es una droga
- Diretto da: Ramón Salazar
- Scritto da: Darío Madrona

### Trama
La preside di Las Encinas è interrogata sulla sparizione di Pablo, ex studente della scuola e vecchio fidanzato di Marina, responsabile di averle fatto contrarre l'HIV. Secondo la preside, Pablo si è allontanato di sua volontà.
Passato. Gli Osuna organizzano un gala di beneficenza per i senzatetto, in realtà un'occasione di pubbliche relazioni per l'azienda familiare. Marina ha l'ennesima discussione con i genitori perché non vogliono che inviti Samuel. Guzmán tenta in ogni modo di riconciliarsi con Nadia, la quale afferma che secondo la sua cultura deve chiedere perdono alla famiglia. Durante l'incontro con i genitori e il fratello di Nadia, Guzmán si lascia scappare che Nadia non indossa il velo a scuola. Quando chiede spiegazioni a Nadia, suo padre continua ad aver paura che si stia facendo corrompere dallo stile di vita occidentale. Lu contesta il metro di valutazione del professor Martín, basato sulla campana di Gauss. Alla ragazza non sta bene l'aver preso 9,5, mentre Nadia invece ha avuto il massimo. Martín motiva la decisione con il fatto che non possono esserci due persone al primo posto e Nadia ha le capacità di primeggiare nella vita. Lu, desiderosa di riguadagnare lo status di prima della classe, ricatta Martín che da tempo sta cercando di adottare un bambino, ma lo stipendio di insegnante e la disoccupazione della moglie non gli consentono di riuscirci. Lu afferma di avere conoscenze che possono sbloccare la situazione, ma pretende di avere 10 all'ultimo compito. Nano è incaricato dagli strozzini di uccidere un pusher, ma quando lo incontra desiste e si limita a ordinargli di fuggire prima che qualcuno gli faccia del male.
Al gala degli Osuna Samuel non compare sulla lista degli invitati, poiché i genitori di Marina hanno fatto resistenza. La ragazza impone la sua decisione, presentandolo come suo fidanzato. Involontariamente Guzmán, nell'atto di impedirgli il passaggio, strappa la manica dello smoking di Samuel preso a noleggio. Omar raggiunge la location del gala, contattato da Ander che si è nascosto dietro a un nickname per riprendere la loro relazione. I due ragazzi si baciano appartati, osservati da Samuel e Guzmán che devono fare i conti con l'omosessualità non confessata dai rispettivi amici. Alla festa partecipa anche Christian, presentato da Carla e Polo ai loro genitori, tutt'altro che entusiasti nel vedere i loro figli frequentare un ragazzo orgoglioso delle proprie umili origini.
Il professor Martín comunica alla classe di aver accolto il ricorso di Lu, dandole 10. Marina è accusata dal padre, con la scena di Samuel al galà, di avergli cagionato cattività pubblicità. Per la prima volta Guzmán si schiera con la sorella, dicendo al padre che devono accettare Samuel. Nano incontra i suoi strozzini, i quali hanno catturato il pusher che doveva uccidere. Il capo della banda, come avvertimento per non avergli obbedito, ferisce Nano all'addome. Il ragazzo si trascina fino a casa, dove trova Marina che lo soccorre e concorda di nascondere a Samuel quello che gli è accaduto. Guzmán dice ad Ander di essere deluso per non avergli detto che è gay, poiché non lo avrebbe giudicato negativamente. L'amico scoppia in lacrime, confessando anche di voler abbandonare il tennis e non trovare il coraggio di dirlo al padre, visti gli enormi sacrifici fatti per la sua carriera. Ander rammenta che sta conservando un altro e ben più grave segreto, riguardante lo stesso Guzmán.
Presente. Ander non risponde alle domande della detective su Pablo, omettendo di aver assistito a una violenta rissa tra il ragazzo e Guzmán, con quest'ultimo che lo ha picchiato selvaggiamente fino quasi a ucciderlo.

## Tutti mentono
- Titolo originale: Todos mienten
- Diretto da: Dani de la Orden
- Scritto da: Carlos Montero

### Trama
I ragazzi descrivono Marina come una ragazza ribelle, furba e misteriosa. Samuel afferma che credeva di conoscerla.
Passato. Samuel intima a Marina di stare lontana da Nano, confessando che il fratello gli aveva chiesto di rubare i documenti del padre. Nano ammette la propria responsabilità, non avendo però previsto che si sarebbe innamorato di lei. Marina lo indirizza dal padre di Carla, socio di suo padre che possiede una collezione di orologi, avendone appena regalato uno a Guzmán per il suo compleanno. Samuel si riconcilia con Omar, comunicandogli che Marina ha appena accettato di fare l'amore con lui e si sente a disagio in quanto vergine. Polo propone a Christian un incarico da modello per l'agenzia in cui lavora una delle sue madri. Il professor Martín sequestra il cellulare a Samuel e fa leggere a Nadia davanti a tutta la classe il messaggio che il ragazzo stava scrivendo in cui menziona la malattia di Marina. Per la ragazza è l'occasione di aprirsi pubblicamente, riavvicinandosi a Carla con cui non parlava da molto tempo. In realtà, Marina approfitta della ritrovata sintonia con Carla per rubarle le chiavi di casa da consegnare a Nano. Guzmán, infastidito dal modo in cui Nadia giudica la sua famiglia, le rivela che il fratello spaccia droga ed è gay.
Nano si introduce in casa del padre di Carla, rubandogli gli orologi mentre l'uomo è sotto la doccia. Samuel e Marina fanno l'amore per la prima volta, benché la ragazza abbia lanciato un'occhiata di troppo alla fotografia di Nano sulla parete. Non soddisfatta del rapporto, Marina raggiunge Nano e comincia a baciarlo con passione. Ander invita Omar a La Cabaña per bere qualcosa in compagnia di Guzmán e Polo. Omar però non si sente pronto a condividere la loro relazione con altre persone, temendo che la voce possa diffondersi troppo e arrivare ai suoi genitori. Christian non ha potuto sostenere il provino da modello in quanto non risultava tra i candidati. Polo gli ha voluto giocare uno scherzo, iniziando a dubitare dei vantaggi del menage à trois per la sua relazione con Carla. Marina sviene dopo aver assunto della droga presa da Omar. Martín le presta soccorso e Marina lo minaccia di non farne parola con nessuno, altrimenti farà la spia sull'adozione.
Presente. La detective pensa che Lu, arrivata al punto di odiare Marina, possa sapere qualcosa di più sulla sua morte.

## Andrà tutto bene
- Titolo originale: Todo va a salir bien
- Diretto da: Dani de la Orden
- Scritto da: Darío Madrona

### Trama
Interrogato dalla polizia, Ander accusa Marina di aver compromesso la sua relazione con Omar.
Passato. A Las Encinas si avvicinano gli esami di fine anno che mettono in palio, per lo studente più meritevole, un assegno per gli Stati Uniti. Il padre di Guzmán e Marina è arrestato per appropriazione indebita di fondi pubblici. Il dossier che aggraverebbe la sua posizione, chiamandolo direttamente in causa per i lavori del San Esteban, è nelle mani di Nano che sta valutando se infliggere il colpo finale agli Osuna. Per il furto degli orologi Carla e Polo sospettano di Christian, sapendo che la chiavetta contenente il dossier si trova all'interno di un cinturino rosso. Marina continua a fare uso di droga e ad avere episodi di vomito. Quando viene sorpresa con la droga nell'armadietto, la preside vuole sapere chi è lo spacciatore da cui si rifornisce. Messa alle strette, Marina fa il nome di Omar. La preside chiede a suo figlio Ander se per caso Omar fosse stato anche il suo pusher, ma il ragazzo finge di non conoscerlo. Marina sviene in casa di Samuel e, quando viene portata al pronto soccorso, il medico le rivela che è incinta di quattro settimane. Essendo prima che si frequentassero, Samuel vuole sapere chi è il padre del bambino. Marina si rifiuta di svelarne l'identità.
Nadia passa a Marina il nome di un dottore fidato che effettua aborti clandestini, lo stesso a cui si rivolse sua sorella quando decise di abortire. Carla vuole che Polo si riconcili con Christian, chiedendogli di procurargli un nuovo ingaggio da modello, stavolta reale. Dopo aver effettuato gli scatti, Polo lascia intendere a Christian di poter convincere sua madre a metterlo in copertina e lanciare la sua carriera. Ormai incapace di trattenere l'attrazione per il ragazzo, Polo inizia a baciare Christian, il quale accetta perché convinto di poter ottenere la copertina. Nadia accompagna Guzmán in carcere a trovare suo padre, poiché ne’ Marina né la madre vogliono più saperne, incolpandolo di aver ridotto la famiglia sul lastrico. Il padre di Nadia viene convocato dalla preside di Las Encinas per la faccenda di Omar e Marina. Incolpandosi per aver concesso troppa libertà ai figli, l'uomo pretende che pensino soltanto a studiare e lavorare nel negozio di alimentari familiare. Omar non può più vedere Ander, anche perché il padre gli ha sequestrato il cellulare. Martín avvisa Lu di aver rinunciato all'affido che gli ha procurato in cambio del loro precedente accordo, non potendo convivere con il frutto di un'estorsione.
Durante l'esame Marina consegna il compito in bianco, dicendo di non essere preparata. Martín la rincorre fuori dall'aula, inseguito da Samuel che lo accusa di aver messo incinta la fidanzata. L'intervento immediato della preside riporta la calma. Lu confessa di aver corrotto Martín per avere il voto più alto e vincere la borsa di studio. La preside licenzia Martín e sospende Lu per due mesi. Quando Carla dice a Christian che non è sicuro il suo posto in copertina, il ragazzo se la prende con Polo e lo accusa di averlo ingannato nuovamente. Appreso che Polo ha avuto una sbandata con Christian senza farglielo sapere, Carla interrompe la loro relazione. Affranto per l'equivoco di Martín, Samuel dice a Nano di essere pronto a ricattare gli Osuna.
Presente. La detective mostra a Nano un messaggio scritto da Marina, mai inviato, in cui rinunciava ai propositi di fuga.

## Tutto esplode
- Titolo originale: Todo explota
- Diretto da: Ramón Salazar
- Scritto da: Carlos Montero

### Trama
I ragazzi riferiscono alla polizia che, prima della morte di Marina, la tensione in città era esplosa alle stelle.
Passato. Samuel e Nano stabiliscono di estorcere 90000 € al padre di Carla, principale socio d'affari del signor Osuna, una cifra quasi irrisoria per una persona benestante e non tanto elevata da destare sospetti. Carla accusa Marina di essere il tramite dei ricattatori, avvertendola che è anche nell'interesse della sua famiglia evitare la divulgazione dei documenti. Guzmán si prodiga per raccogliere la somma con cui pagare la cauzione al padre, ma parecchi dei suoi soci gli hanno voltato le spalle. Ander consegna una busta a Nadia, chiedendole di farla avere a Omar. Lu chiede a Nadia di mettere da parte le loro divergenze e fare fronte comune contro Marina, colei che beneficerà della borsa di studio nel caso finissero entrambe fuori gioco. Il padre di Nadia ha deciso di combinare il matrimonio tra Omar e la figlia dei suoi padrini di battesimo. Nadia fa avere al fratello il messaggio di Ander con cui lo invita a vedersi a casa sua, approfittando dell'assenza dei genitori. Polo tenta di riconciliarsi con Carla, ma la fidanzata pare decisa a non cedere alle sue lusinghe.
Samuel e Nano decidono di alzare la posta, raddoppiando la cifra richiesta al padre di Carla. Nadia copre Omar che può vedersi con Ander, promettendogli che farà di tutto per sfuggire all'autorità paterna e coronare il loro amore. Nel congedarsi i due ragazzi non si accorgono di essere visti dalla madre di Ander, rientrata a sorpresa. I genitori di Ander accettano l'omosessualità del figlio, benché il padre continui a ritenere prioritaria la sua carriera di tennista. Quando la madre gli chiede il nome del suo fidanzato, Ander rivela che si tratta di Omar e vorrebbe che convincesse il suocero a dare la sua benedizione. Nel frattempo, Nadia ha convinto i genitori a cancellare l'incontro con i padrini di Omar perché il fratello deve essere libero di scegliere la propria sposa. Christian litiga con Polo negli spogliatoi, avendo capito che il ragazzo ha tentato di nascondere la propria omosessualità dietro il paravento del menage à trois. Marina si introduce nella stanza di Samuel, alla ricerca dell'orologio, venendo scoperta da Nano che la invita ad affrancarsi dalla famiglia e fuggire insieme. Il padre di Nadia ha deciso di ritirarla da Las Encinas e le ordina di interrompere l'esame, trascinandola fuori con la forza. La preside, inavvertitamente, urla che deve imparare a essere tollerante verso i suoi figli, menzionando che non è un peccato avere il figlio gay. Fuori di sé dalla rabbia, l'uomo pretende di avere direttamente da Omar la conferma sul fatto che non è gay. Impaurito per la reazione paterna, Omar finge di essere eterosessuale e il padre, onde porre termine alle illazioni sul suo conto, decide di cercargli immediatamente una sposa.
Marina trova il padre a casa, grazie a Guzmán che è riuscito a raccogliere i soldi per la cauzione. All'incontro è presente anche il padre di Carla, dal quale parte l'accusa a Marina di essere in combutta con i farabutti che lo stanno ricattando. Marina non rinnega quelle che la famiglia ritiene frequentazioni discutibili e annuncia di essere incinta di Nano. Mentre i genitori provano a convincerla ad abortire, Guzmán organizza in fretta e furia una spedizione punitiva con Ander e Polo. Imbracciando una mazza da baseball, Guzmán e i suoi compari si recano nel quartiere in cui vive Samuel. Scoppia una violenta colluttazione, dove Guzmán colpisce Nano e scatena la reazione di Samuel, mentre Polo ne approfitta per azzuffarsi con il detestato Christian. Ander si dà alla fuga, inseguito da alcuni amici di Nano, i quali lo trovano nascosto dietro un'inferriata. Omar riesce a ritrovare Ander ferito, dichiarandogli il proprio amore. Tornato a casa, Samuel si chiude in bagno e colpisce il vetro con un pugno.
Presente. La detective vuole sapere una volta per tutte da Samuel cosa ha combinato dopo la rissa.

## Assilah
- Titolo originale: Asilah
- Diretto da: Ramón Salazar
- Scritto da: Carlos Montero & Darío Madrona

### Trama
La polizia è convinta di aver individuato il colpevole dell'omicidio di Marina. La detective dice all'indiziato che ci sono prove sufficienti per incriminarlo.
Passato. I corsi a Las Encinas sono terminati e la scuola organizza una festa in cui sarà annunciato il vincitore della borsa di studio per la Florida. Samuel viene aggredito in casa da uno sgherro del padre di Carla, cui Nano lancia l'ultimatum prima di rivelare i documenti contenuti nella chiavetta. Nano ha stabilito con Marina di fuggire in Marocco, avendo già acquistato un appartamento ad Assilah in cui vivere liberamente il loro amore. I due intendono scappare appena terminata la festa. Samuel chiede a Guzmán di impedire a Nano e Marina di fare questa pazzia, ma Guzmán ha ormai gettato la spugna perché ogni tentativo fatto in passato di correggere Marina si è rivelato fallimentare. Omar convince il padre a dare a Nadia il permesso di partecipare alla festa della scuola, ultimo atto prima di abbandonarla. Carla incarica Christian di scassinare l'armadietto di Marina, così da impossessarsi dell'orologio. Guzmán fa un patto con il padre di Nadia, promettendo che le starà lontano in cambio della sua permanenza a Las Encinas.
La borsa di studio viene assegnata a Marina. Nel suo discorso la ragazza annuncia di voler rifiutare il premio, pentendosi di aver causato problemi ai propri amici. Samuel raggiunge Marina in piscina, tentando di convincerla a non scappare con Nano per non rovinarsi il futuro. Vedendo che le sue parole non sortiscono alcun effetto, Samuel se ne va sconsolato per aver perso l'amica. Improvvisamente Marina cambia idea e abbozza il messaggio con cui comunica a Nano di non voler più partire, ma anzinché spedirlo decide di telefonargli per farsi raggiungere e parlare a quattr'occhi. Nel frattempo, Christian informa Carla di non averle obbedito perché ha capito che l'armadietto era quello di Marina. Bramando la riconquista di Carla, Polo va in piscina da Marina per riprendere l'orologio con la forza. Marina resiste all'aggressione di Polo e lo provoca ridendo e prendendolo in giro sul fatto che Carla lo stia sfruttando. Mentre se ne sta andando, Polo, stanco delle sue continue provocazioni, colpisce Marina da dietro alla testa con il trofeo della borsa di studio. In seguito Polo si precipita da Carla, intenta ad amoreggiare con Christian nello spogliatoio, e farfuglia di aver ucciso Marina. Carla lo spedisce a casa a cambiarsi i vestiti e ripulirsi dal sangue. Marina si riprende per qualche istante dallo stato di incoscienza e fa in tempo a vedere Nano per l'ultima volta prima di morire. Samuel, deluso per la serata andata male, indossa la divisa per tornare a casa e, passando dalla piscina, trova Marina riversa a terra.
Presente. Sulla base delle testimonianze e delle prove, la polizia arresta Nano per l'omicidio di Marina. Al funerale della ragazza Ander annuncia al padre che intende abbandonare il tennis. Nadia non accetta l'accordo stipulato tra suo padre e Guzmán, volendo tornare a Las Encinas senza alcuna preclusione e aperta a ogni possibilità che le riserverà la vita. Carla garantisce a Polo che manterrà il segreto su come sono andate le cose, però per far reggere l'alibi è necessario che non siano più fidanzati. Al tempo stesso Carla si lega ormai stabilmente a Christian, benché il ragazzo metta in chiaro che non intende essere più il suo galoppino. Tra Samuel e Guzmán non c'è più rapporto, incolpandosi a vicenda per la tragedia. Guzmán tenta il suicidio, ma viene salvato da Lu che lo invita ad affrontare il futuro insieme come un tempo. Pentito di aver accusato Nano, credendo troppo frettolosamente alla sua colpevolezza, Samuel chiede l'aiuto di Christian per scoprire la verità sulla morte di Marina. L'amico però, ormai troppo preso dalla nuova vita assieme a Carla, lo abbandona sul pontile del molo con il suo fardello. Il trofeo, l'arma del delitto utilizzata da Polo, giace sul fondo del lago.